# Poeciliopsis gracilis
Poeciliopsis gracilis es un pez de la familia de los pecílidos en el
orden de los ciprinodontiformes.

## Morfología
Los machos pueden alcanzar los 5,1 cm de longitud total.

## Distribución geográfica
Se encuentran desde el sur de México hasta Honduras y El Salvador.